# Tinirau e Kae

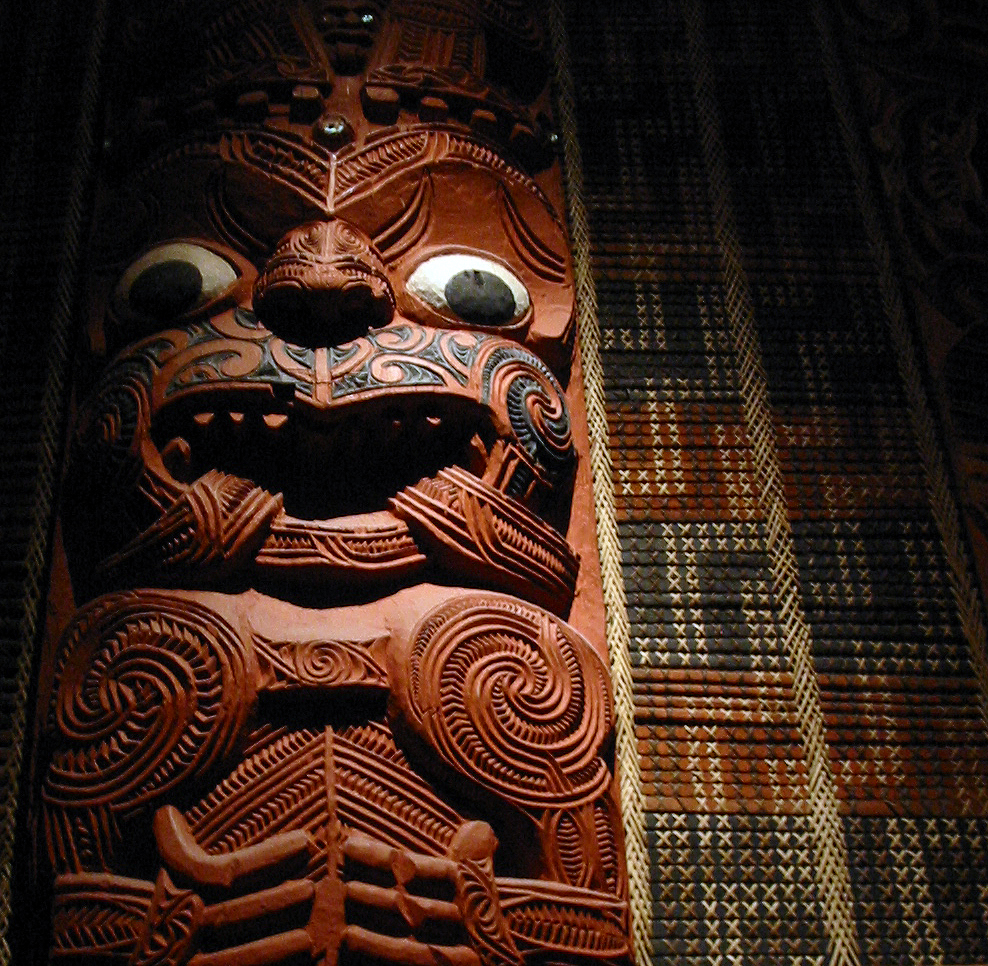
Figura Māori esculpida no século XIX

Tinirau e Kae é uma antiga história da mitologia maori, com numerosas versões existentes na Nova Zelândia.

## Na mitologia
Tinirau é um guardião dos peixes. Ele é filho de Tangaroa, o deus do mar. Sua casa em Motutapu (ilha sagrada) é cercada por piscinas para a criação de peixes. Ele também tem várias baleias de estimação.
Hinauri, irmã dos irmãos Māui, casou-se com Irawaru, que foi transformado em um cachorro por Māui-tikitiki. Sentindo dores, Hinauri se joga no mar. Ela não se afoga, mas acaba na casa de Tinirau, onde atrai a atenção dele. Ela se casa com Tinirau e usa encantamentos para matar suas outras duas esposas, que a atacam por ciúmes.
Quando seu filho Tūhuruhuru nasce, a cerimônia de nascimento ritual é realizada por Kae, um padre. Depois disso, Tinirau empresta a Kae sua baleia de estimação para levá-lo para casa. Contrariando instruções, Kae força a baleia Tutu-nui a entrar em águas rasas, onde morre, e é assada e comida por Kae e seu povo. Quando Tinirau descobre, fica furioso e envia Hinauri com um grupo de mulheres (geralmente ditas como irmãs de Tinirau) para capturar Kae, quem deve ser identificado pelos dentes da frente sobrepostos. As irmãs executam danças indecentes para fazê-lo rir. Quando ele ri, elas vêem seus dentes tortos. Então as mulheres cantam uma música mágica que coloca Kae em um sono profundo e o levam de volta para Motutapu. Quando Kae acorda do sono, ele está na casa de Tinirau. Tinirau o insulta por sua traição e o mata.
Mais tarde, Tūhuruhuru é morto pela tribo de Popohorokewa, buscando vingança pela morte de Kae. Por sua vez, Tinirau chama Whakatau para destruir Popohorokewa, queimando-os todos na casa chamada Tihi-o-manono.

Em um relato da Ilha do Sul, Tinirau, montado em Tutunui, encontra Kae, que está em uma canoa. Kae toma emprestado Tutunui, e Tinirau segue seu caminho para encontrar Hine-te-iwaiwa, viajando em um grande nautilus que ele empresta de seu amigo Tautini. Quando Tinirau sente o vento sul, sabe que sua baleia está sendo assada.